# 布勒塔尼奥勒
布勒塔尼奥勒（法語：Bretagnolles，法語發音：[bʁətaɲɔl]），又译布列塔尼奥勒，是法国厄尔省的一个市镇，属于埃夫勒区。

## 地名
该地曾以“Bertingnolles”的形式记载于12世纪。
该地名在《世界地名翻译大辞典》等地名翻译类书籍中又译作“布列塔尼奥勒”，然而“布列塔尼”（Bretagne）一名来自拉丁语“Britannia”，其与该地名无关。

## 地理
布勒塔尼奥勒（48°57'6"N, 1°21'9"E）面积3.78 平方千米，位于法国诺曼底大区厄尔省，该省份为法国北部内陆省份，北起滨海塞纳省，西接奧恩省和卡爾瓦多斯省，南至厄尔-卢瓦省，东临瓦兹省、瓦兹河谷省和伊夫林省。
与布勒塔尼奥勒接壤的市镇（或旧市镇、城区）包括：布瓦塞莱普雷旺什、拉布瓦西耶尔、富克兰维尔、弗雷内。
布勒塔尼奥勒的时区为UTC+01:00、UTC+02:00（夏令时）。

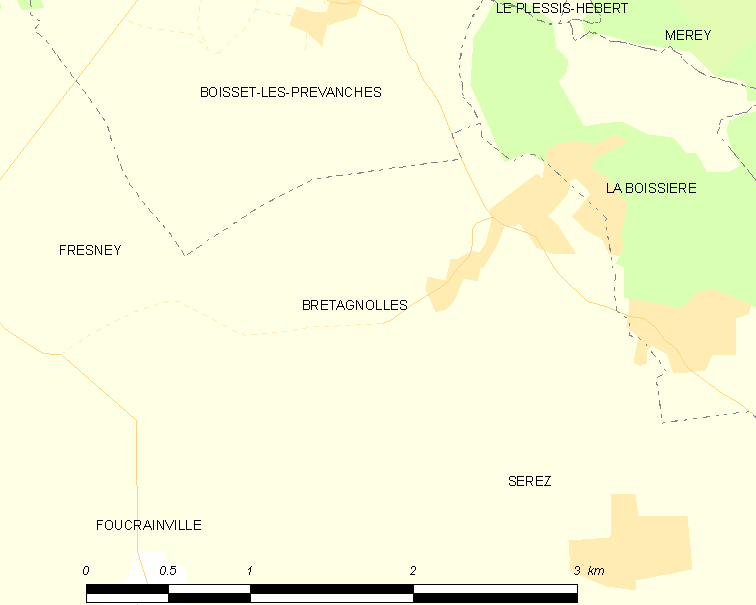
布勒塔尼奥勒的OSM定位图

## 行政
布勒塔尼奥勒的邮政编码为27220，INSEE市镇编码为27111。

## 政治
布勒塔尼奥勒所属的省级选区为圣安德烈德勒尔县。

## 人口

1962-2008年间布勒塔尼奥勒人口变化图示

布勒塔尼奥勒于2022年1月1日时的人口数量为202人。